# 小舌閃音
小舌閃音是一種輔音，使用於一些口語中。
國際音標（IPA）中並沒有直接給出小舌閃音的符號，但可以將小舌塞音加上超短音修飾符來表示，如⟨ɢ̆⟩。又因尚無發現任何語言有分別小舌閃音與小舌顫音，故可以直接借用後者的音標⟨ʀ⟩來表示前者；若要特別註明它是閃音，則可以寫成⟨ʀ̆⟩。
此音在已知的語言中都不作為單獨的音位存在。更常見的情況是，在發小舌顫音時僅顫動了一個周期（[ʀ̆]），而非真正發出閃音[ɢ̆]。（顫音與閃音的主要差別是在於氣流，而不是顫動的次數。）

## 特徵
小舌閃音的特徵包括：
- 調音方法是閃音，指氣流衝出時與肌肉一次快速接觸，使得一調音器官碰及另一器官。
- 調音部位是小舌，即是以舌根部位抵住小舌調音。

- 發聲類型是濁音，意味着發音時聲帶顫動。

- 本輔音是口腔輔音（口音），表示調音時空氣只從口裡流出。
- 本輔音為中央輔音，調音時氣流在口腔的中央流過舌面，而不從兩側流過。
- 氣流機制是肺部氣流，即由肺與橫膈膜驱动空气。

## 出現於
| 語言       | 語言         | 詞彙       | IPA        | 意思               | 註釋                                                                                          |
| ---------- | ------------ | ---------- | ---------- | ------------------ | --------------------------------------------------------------------------------------------- |
| 荷蘭語     | 荷蘭語       |            | [ʀ̆oːt]     | 紅色               | 實際上比小舌顫音更為常見。/r/在不同方言間有許多差異較大的發音，此為其中一種。參見荷蘭語音系。 |
| 德語       | 標準德語     |            | [ˈʔeːʀ̆ə]   | 榮譽               | /ʀ/在元音間常見的同位異音。參見標準德語音系。                                                 |
| 希烏語     | 希烏語       | [βɔ̞ʀ̆]      | [βɔ̞ʀ̆]      | 木槿               |                                                                                               |
| 伊比比歐語 | 伊比比歐語   | ufʌkọ      | [úfʌ̟̀ɢ̆ɔ̞]    | [ 需要翻譯 ]       | /k/在元音間的同位異音；可以用軟顎音[ɰ]取代之。                                                |
| 林堡語     | 哈瑟爾特方言 |            | [ˈβ̞øːʀ̆ən]  | [他們]是（過去式） | /r/在元音間的一種可能的同位異音；可以用齒齦音[ɾ]取代之。                                      |
| 奧卡諾根語 | 南部方言     | ʕaləp      | [ɢ̆àlə́p]    | 失掉               | /ʕ/的同位異音；對應到其他方言的[ʕ]音。                                                        |
| 蘇皮雷語   | 蘇皮雷語     | tadugugo   | [taduɢ̆uɢ̆o] | 要去的地方         | 與[ɡ]自由變異。                                                                               |
| 瓦基語     | 瓦基語       | [ 比如？ ] | [ 比如？ ] |                    | /ʟ̝/的同位異音。                                                                               |
| 意第緒語   | 標準方言     | ‎           | [bʀ̆ɪk]     | 橋                 | 比[ʀ]常見；可以用齒齦音[ɾ ~ r]取代之。參見意第緒語音系。                                      |